# Deuxième guerre d'Illyrie
Sauf précision contraire, les dates de cet article sont sous-entendues « avant l'ère commune » (AEC), c'est-à-dire « avant Jésus-Christ ».
Pour un article plus général, voir Guerres d’Illyrie.
Guerres d’Illyrie
La deuxième guerre d’Illyrie est un conflit militaire qui a opposé les Illyriens et la République romaine, entre 220 et 219 av. J.-C. en Illyrie.

## Contexte historique
Dans les années précédant le conflit, la République romaine est occupée à contenir l'avancée des tribus gauloises en Étrurie (bataille de Télamon en 224 av. J.-C.), et les années suivantes avec la conquête de tout le nord de l’Italie, ce qui amène l’État romain à créer la province de Gaule cisalpine. Dans le même temps, les tensions entre Rome et le général carthaginois Hannibal, qui en 221 av. J.-C. prend le contrôle de l’Espagne carthaginoise et occupe la zone sud de l’Èbre.

### Lecasus belli
Démétrios de Pharos est régent de l’Illyrie et tributaire de Rome. Lorsque le roi de Macédoine Antigone III Doson décide de faire la guerre au roi de Sparte, Cléomène III, il intervient dans la guerre au côté des Macédoniens, ce qui lui permet de s'assurer l'aide de la puissante Macédoine,. Dans le même temps, Rome est occupée avec la conquête de la Gaule cisalpine et la préparation du conflit avec le général carthaginois Hannibal.
Fort de son alliance avec le royaume de Macédoine, Démétrios de Pharos commence à faire de la piraterie dans la mer Adriatique, pillant et détruisant les villes d’Illyrie soumises aux Romains, ce qui rompt le traité conclut auparavant avec Rome en 229 av. J.-C. (traité conclut à la fin de la première guerre d’Illyrie). Démétrios de Pharos ravage également de nombreuses îles des Cyclades et conquiert la ville de Pýlos avec la prise de plus de 50 navires. Il envoie une importante garnison à Dimale (aujourd'hui près de Durazzo) avec tous les moyens nécessaires. De plus, il élimine tous les opposants politiques des cités prises et les remplacent par des amis à lui. Démétrios de Pharos laisse également 6 000 hommes sur l'île de Faro.

## La guerre
Les Romains décident de ne pas laisser impunie la violation du traité et réagissent promptement pour punir Démétrios de Pharos,. Les ambassadeurs qu'elle avait envoyés auprès d'Hannibal affirmèrent au Sénat romain que le général carthaginois se préparait à la guerre. Le Sénat pris alors la décision de consolider les conquêtes à l'est, en Illyrie, pour éviter d'avoir à lutter sur deux fronts en même temps.
En 219 av. J.-C., le Sénat romain donne le commandement de la flotte romaine à Lucius Aemilius Paullus. En très peu de temps, le consul romain prend les principales places fortes ennemies, dont celle de Dimale (en seulement 7 jours), ville se situant dans l'arrière-pays d'Apollonie. La cité de Faro tombe peu de temps après,.

## Les conséquences
Après sa défaite contre les Romains, Démétrios de Pharos trouve refuge auprès de Philippe V,, devenant même un de ses principaux conseillers. Le consul romain Lucius Aemilius Paullus se rend dans le reste de l’Illyrie et réorganise l’Illyrie, avant de rentrer à Rome à la fin de l’été, où avec son collègue Marcus Livius Salinator, ils reçoivent un triomphe. Les Romains envoient également une ambassade à la cour de Macédoine, demandant au roi de Macédoine de livrer Démétrios de Pharos à Rome, mais l’ambassade n’obtint aucun résultat.